# Fiora Contino

Fiora Contino, 2007

Fiora Corradetti Contino (* 17. Juni 1925 in Lynbrook; † 5. März 2017 in Carmel, Indiana) war eine US-amerikanische Operndirigentin und Hochschullehrerin. Sie war vor allem für ihre Interpretationen des italienischen Verismo des späten 19. Jahrhunderts bekannt.

## Leben und Bildungsweg
Fiora d’Itala Rosa Corradetti wurde 1925 in Long Island geboren. Ihre Eltern waren Einwanderer aus Italien. Ihre Mutter, Anna Corradetti, geb. Lisarelli, war Schneiderin. Ihr Vater, Ferruccio Corradetti, war Bariton-Sänger an der Mailänder Scala. Fiora hatte keine starke Gesangsstimme und sagte später über sich selbst, „dass sie durch das Dirigieren lernte, stellvertretend zu singen“. Im Alter von 12 Jahren wurde sie in der Pfarrei St. Ignatius Martyr in Long Beach als Organistin angestellt. Als sie 14 Jahre alt war, starb ihr Vater. Nach der Schulzeit an der Long Beach High School absolvierte sie ein Klavierstudium am Oberlin College, das sie 1947 mit einem Bachelor-Abschluss beendete. Ab 1958 studierte sie Dirigieren am Amerikanischen Konservatorium in Fontainebleau, bei Nadia Boulanger an der École normale de musique de Paris und bei Hans Swarowsky an der Musikhochschule Wien.
1964 beendete sie ihr Musikstudium an der Indiana University Bloomington mit einem Masterabschluss und einem Doktortitel. Während ihrer Zeit an der Jacobs School of Music gab sie ihr Debüt als Dirigentin mit Claudio Monteverdis L’incoronazione di Poppea.
Ab dieser Zeit unterrichtete sie an der Indiana University Bloomington, der Bowling Green State University und der University of Texas at Austin.

## Karriere
In ihren späten Zwanzigern gründete sie die Amherst Community Opera. Fiora Contino dirigierte Opernaufführungen am Aspen Music Festival sowie an der Memphis Opera, der Anchorage Opera, am Chicago Opera Theater und an der San Francisco Opera. Sie war bis zu ihrem Rücktritt im Jahr 2005 für 19 Jahre künstlerische Leiterin der Opera Illinois in Peoria. Im Jahr 1998 gab sie ihr Debüt in New York mit Pietro Mascagnis Iris in der Alice Tully Hall. In der Zeitung The New York Times schrieb Paul Griffiths, ihr Debüt sei eine „luscious and exultant orchestral performance“ gewesen.

## Rezeption
Fiora Contino wurde im Opernportal Operawire als eine der wichtigsten Figuren der Oper des 20. Jahrhunderts beschrieben.
Anne Midgette von The New York Times vertritt die Meinung, dass sie eine „wesentlich größere Karriere gehabt hätte, wäre sie ein Mann gewesen“.
Eine Rezension ihres Auftritts der Madama Butterfly im Jahr 1973 erwähnte: „She held everything together with a baton that was sharp and in clear control of a magnificently coordinated performance. (Sie hielt alles mit einem scharfen Taktstock zusammen, der eine hervorragend koordinierte Darbietung klar unter Kontrolle hatte).“

## Privatleben
Sie war mit Joseph Contino verheiratet, einem Musikwissenschaftler, der ebenfalls am Oberlin-College studiert hatte. Auch nach der Scheidung der Ehe, aus der vier Kinder hervorgingen, behielt sie den Namen Contino. Zum Zeitpunkt ihres Todes hatte sie neun Enkelkinder und vierzehn Urenkelkinder. Ihre Lebenspartnerin, Jeraldine Baumgartner, starb im Jahr 2012. Contino selbst starb im Alter von 91 Jahren an einer Demenz.